# 울트라매니악
《울트라 매니악》(일본어: ウルトラマニアック 우루토라 마니앗쿠[*])은 2002년 1월호에서 2003년 12월호까지 《리본》(슈에이샤)에서 연재된 요시즈미 와타루의 만화다.

## 줄거리
중학생인 타테이시 아유는 쿨해서 후배 여학생들에게 큰 인기를 얻고 있지만, 사실은 동경하는 카지 테츠시의 마음에 들기 위해 그의 이상형인 여성을 연기하고 있을 뿐이었다. 그런 그녀의 반에 사쿠라 니나가 전학오지만, 실은 매직 킹덤에서 온 마법소녀였던 것이었다. 뜻밖의 사건으로 이유는 니나의 비밀을 알게 되지만, 둘은 친해진다. 니나는 아유를 도와주려고 마법을 사용하지만, 언제나 실수 연발이라 아유는 니나에게 매번 엄청난 일을 당하곤 한다. 줄거리는 아유와 니나를 중심으로 한 마법 학원 코미디.

## 등장인물
타테이시 아유 (일본어: 立石亜由)
성우 - 호리에 유이 / 이벤트 편에서는 유키노 사츠키 / 여민정
원작의 주인공. 슈에이 중학교 (원작에서는 공립이지만, 애니메이션에서는 사립이 되어 있다.) 에 다니는 중학생. 쿨해서 후배 여학생들에게 큰 인기지만, 사실은 동경하는 카지의 이상형이 쿨한 성격이라는 것을 알고, 그의 이상형을 연기하고 있을 뿐이었다. 나중에 작중에서 맺어진다.
어느날, 사쿠라 니나의 비밀을 알고 난 뒤로, 지금까지의 생활이 크게 바뀌어간다. 학교에서는 테니스부에서 활동하고 있다. 타마코 (통칭 : 타마) 라는 암컷 강아지를 기르고 있다.
원작에서는 단독주택에 살고 있지만, 애니메이션에서는 아파트에 살고 있다. 중학교 시절에는 긴 머리였지만, 고등학교에 진학하고부터는 세미롱 머리를 하고 다닌다.
사쿠라 니나 / 니나・사쿠레일 (일본어: 佐倉仁菜 / 일본어: ニナ・サクレイル)
성우 - 칸다 아케미 / 이벤트 편에서는 오미무라 마유코 / 정미숙
원작에서 또 한명의 주인공. 밝고 한결같지만, 엉뚱하고 멍한 면이 있다. 마법 중학교를 졸업할 수 없을 것 같아 슈에이 중학교에 전학 온 마법소녀이다. 아유를 도와주기 위해 마법을 쓰지만, 항상 실패만 한다. 아유를 신뢰하고 있어, 비밀이 밝혀지고도 친하게 지낸다. 「사쿠라 니나」 라는 이름은 유학할 때 정해진 이름. 원작에서는 마법을 사용할 때 변신하지 않지만, 애니메이션에서는 대부분 변신한다.
원작 끝부분에서는 마법왕국의 마법 학교인 에틀리아에 입학하기 위해 마법 왕국으로 돌아가는 것으로 되어 있지만, 그때, 마법의 잠재능력이 너무 높다는 이유로 아이템 없이는 제어가 불가능해 떨어져버린다. 졸업 후, 인간계로 돌아와 아유 일행과 같은 고등학교를 다닌다는 부분이 있다.
카지 테츠시 (일본어: 架地哲士)
성우 - 카미야 히로시 / 이벤트 편도 동일 / 김광국
아유와는 동급생이고, 나중에는 그녀와 사귀게 된다. 좋은 소년으로 여자아이들로부터 큰 인기를 얻고 있다. 원작에서는 갈색머리이지만, 애니메이션에서는 검은색이다. 학교에서는 야구부에서 활동하고 있다. 원작에서는 니나가 에틀리아에서 돌아오기 전까지 마법을 비롯한 마법왕국의 이야기들을 전혀 모르는 것으로 되어 있지만, 애니메이션에서는 니나가 마법 왕국으로 돌아가기 전 모두 말하는 것으로 되어 있다.
츠지아이 히로키 (일본어: 辻合宏基)
성우 - 치바 스스무 / 이벤트 편도 동일 / 김장
역시 아유와 같은 동급생이자, 카지의 친구. 후에 니나와 사귀게 된다. 마사유키라고 하는 수컷 검은 고양이를 기르고 있다. 과묵하고 침착한 성격. 니나와 같이 조금씩 변해간다. 학교에서는 테니스부에서 활동하고 있으며, 실력 역시 상당하다. 원작에서는 단행본을 전부 가지고 있을 정도로 도○에몽을 좋아한다.
리오 (일본어: リオ)
성우 - 타카기 레이코 / 이용신
니나의 펫인 수컷 고양이. 원작에서는 마법이 걸린 사탕을 먹고 인간으로 변신한다. 애니메이션에서는 스스로 변신 가능. 스파게티를 제일 좋아한다.
키리시마 유타 / 유타・키리시아 (일본어: 桐島由多) / (일본어: ユタ・キリシア)
성우 - 하야시 유 / 현경수
니나의 소꿉친구. 원작에서는 교사를 다치게 해서 퇴학당해 니나가 다니는 중학교로 유학오지만, 애니메이션에서는 유학오지 않고 간간히 인간계로 온다.
나카무라 사야카 (일본어: 仲村紗也香)
마법왕국 출신의 마녀가 어머니인 유타의 연인. 연인으로 만나기 전까지 친한 친구가 애인이었고, 슈에이 중학교의 아이스 쿨이라고 불리었다. 중학교 시절은 스트레이트 롱 헤어였지만 고등학교 진학 후에는 솟컷이 되었다. 원작에만 등장.
키리시마 미토 / 미토・키리시아 (일본어: 桐島美斗) /  (일본어: ミト・キリシア)
유타의 누나. 물론 마녀. 슈에이 중학교의 수학 교사를 하고 있다. 미카미 선생님이 좋아했지만...... 원작에만 등장.
오리하라 마야 / 마야・오르페리아 (일본어: 織原マヤ) / (일본어: マヤ・オルフェリア)
성우 - 치바 사에코 / 박경혜
니나의 소꿉친구이자 라이벌. 그녀와 마찬가지로 마법소녀. 마법학교 교장의 딸. 니나와 비슷하게 수행을 위해 인간계에 왔다. 이상한 약을 만드는 것이 취미지만, 그것에는 제대로 된 이유가 있는 것 같다.
애니메이션 판의 오리지널 캐릭터였지만, 원작이 끝난 후 번외편에서 그녀를 친구로 소개하고 있다.
카와나카지마 쥰 (일본어: 川中島純)
성우 ‐ 야마기시 이사오 / 홍범기
애니메이션 판의 오리지널 캐릭터. 아유와 같은 학년의 소년. 니나의 비밀을 캐내려 한다.
컴퓨터
성우 - 노가와 사쿠라 / 정유미
니나가 가지고 있는 컴퓨터. 본편에서의 목소리는 이펙트 처리가 되어 있다.

## TV 애니메이션

### 개요
애니메이션은 2002년에 「리본」 의 이벤트용으로 1회분이 제작되어 모든 독자에게 서비스했었다. 그 뒤 2003년에 전 26화 시리즈로 제작, 애니맥스에서 방송되었다. 애니메이션만의 오리지널 캐릭터도 있으며, DVD와 재방송시 영상에서는 작화가 수정된 부분이 있다.

대한민국에서는 2004년 10월부터 2004년 11월까지 퀴니를 통해 방영되었으며, 2005년 3월부터 2005년 4월까지 투니버스를 통해 재방송된 바 있다.

### 스탭
- 원작 - 요시즈미 와타루
- 감독 - 마사키 신이치
- 시리즈 구성 - 마루오 미호
- 캐릭터 디자인 - 시모가사 미호
- 총 작화감독 - 후지이 마키
- 미술 감독 - 타카하시 카즈히로
- 색채 설정 - 타무라 토모미
- 촬영 감독 - 오오쿠마 요시아키
- 편집 - 다쿠마 순
- 음악 - 유카와 토오루
- 음향감독 - 마츠오카 유키
- 프로듀서 - 히라세 키요노리、사토 나오미、슈쿠리 츠요시、나루모 카츠노리
- 애니메이션 제작 - 프로덕션 리드 (구 아시 프로덕션)
- 제작 협력 - 애니맥스 브로드캐스트 재팬
- 제작 - 일본어: ウルマニプロジェクト

### 주제가
오프닝 테마 「鏡の中」
엔딩 테마 「ひとつ＝運命共同体」
작사 - TAPIKO / 작곡 - POM / 편곡 - can/goo & 時乗浩一郎 / 노래 - can/goo

### 전 화 리스트
※부제는 머릿글자가 알파벳 순으로 되어 있다.
| 화수 | 부제                              | 각본            | 미술 콘티       | 연출            | 작화 감독                     |
| ---- | --------------------------------- | --------------- | --------------- | --------------- | ----------------------------- |
| 1    | Ayu&Nina (아유와 니나와 전자마법) | 마루오 미호     | 미키야 신이치   | 미키야 신이치   | 후지이 마키                   |
| 2    | Boy meets girl                    | 마루오 미호     | 코지마 다미코   | 코지마 다미코   | 아마시타 요시미츠             |
| 3    | Change over                       | 아야노 코지     | 후지와라 료지   | 후지와라 료지   | 후미즈키 마코토               |
| 4    | D.C（Da capo）                    | 마루오 미호     | 이와모토 야스오 | 이와모토 야스오 | 스기야 토모요미               |
| 5    | Enigma                            | 마루오 미호     | 키무라 유이치   | 이시카와 토시호 | 타카오카 준이치               |
| 6    | Fight over                        | 아야노 코지     | 이토 진슈       | 이토 진슈       | 노구치 카즈오 스기모토 코지   |
| 7    | Gigantic pets                     | 사카이 아키요시 | 고바야시 이치조 | 오바 히데아키   | 에모리 마리코                 |
| 8    | Hello, little girls               | 콘보루 토모코   | 후지와라 료지   | 후지와라 료지   | 스기모토 코지 오쿠다 후코     |
| 9    | Item                              | 마루오 미호     | 이와모토 야스오 | 미노구 카츠미   | 스기야 토모요미               |
| 10   | Jack straw                        | 이케다 마미코   | 이와모토 야스오 | 마스 타케시     | 야마사키 테루히코             |
| 11   | Knight spirit                     | 에나츠 유키     | 키무라 유이치   | 키노미야 시게루 | 노구치 카즈오                 |
| 12   | Lovesick night                    | 마루오 미호     | 오바 히데아키   | 오바 히데아키   | 사노 히데토시                 |
| 13   | Magic vest                        | 마루오 미호     | 마스 타케시     | 마스 타케시     | 권은경 하토리 마츠미          |
| 14   | Negative girl                     | 콘보루 토모코   | 이와모토 야스오 | 이와모토 야스오 | 스기모토 코지                 |
| 15   | Orange stone                      | 마루오 미호     | 에가미 키요시   | 이시카와 토시호 | 이시이 카즈히코               |
| 16   | Pinch hitter                      | 마루오 미호     | 키무라 류이치   | 키무라 류이치   | 나미카제 타테루               |
| 17   | Quest                             | 에나츠 유키     | 오바 히데아키   | 오바 히데아키   | 아와이 시게키                 |
| 18   | R&B                               | 마루오 미호     | 코지마 다미코   | 코지마 다미코   | 모리카와 히토시               |
| 19   | Stand by me                       | 마루오 미호     | 이와모토 야스오 | 이와모토 야스오 | 스기모토 코지 이시이 츄타     |
| 20   | Tangle                            | 마루오 미호     | 에가미 키요시   | 마스 타케시     | 야마사와 미노루 하나와 미유키 |
| 21   | Untangle                          | 마루오 미호     | 마사키 신이치   | 키무라 유이치   | 나미카제 타테루               |
| 22   | Virgin love                       | 마루오 미호     | 오바 히데아키   | 마스 타케시     | 핫토리 마스미                 |
| 23   | Wonderful night                   | 마루오 미호     | 코지마 다미코   | 코지마 다미코   | 모리카와 히토시               |
| 24   | X-Day                             | 마루오 미호     | 에가미 키요시   | 사사키 카츠토시 | 스기모토 코지                 |
| 25   | Yes, I like you                   | 마루오 미호     | 키무라 유이치   | 이시카와 토시호 | 쓰다 타카시                   |
| 26   | Zoom in                           | 마루오 미호     | 마사키 신이치   | 마사키 신이치   | 나미카제 타테루               |

### CD
- 울트라매니악 캐릭터송 & BGM집 「Magical Songs」 (2003년 8월 27일、KICA-612)
- 울트라매니악 Nina & Ayu 유닉 믹시 「恋して 夢見て KISSして・・・」 (2003년 9월 26일, KICM-3047)